# Bart Willemsen
Bart Willemsen is een Belgisch voormalig voetballer die voor KVC Westerlo en AA Gent speelde. 

## Carrière
Willemsen kwam van 1998 tot 2003 uit voor de Kempense eersteklasser KVC Westerlo. Zijn debuut in het eerste elftal maakte hij in het seizoen 1998/99 in de thuiswedstrijd tegen Sporting Charleroi. Onder trainer Jan Ceulemans veroverde de middenvelder in het seizoen 2000/01 een basisplaats. Willemsen speelde 62 competitiewedstrijden voor Westerlo en deed daarbij twee keer de netten trillen: eenmaal tegen KRC Genk in de met 5-0 gewonnen wedstrijd op 3 februari 2001, en andermaal een week later in de verloren wedstrijd tegen AA Gent. Op het einde van dat seizoen won Willemsen met Westerlo de Beker van België.
In 2003 dwong Willemsen een transfer naar KAA Gent af. Daar heeft hij niet lang van kunnen genieten, want vooraleer hij zijn eerste officiële wedstrijd voor de Buffalo's kon afwerken moest hij noodgedwongen stoppen met voetballen vanwege een ernstige heupblessure. Willemsen was toen nog maar 22 jaar oud.

## Erelijst
- KVC Westerlo
  - Beker van België: 2000/01